# گلدان

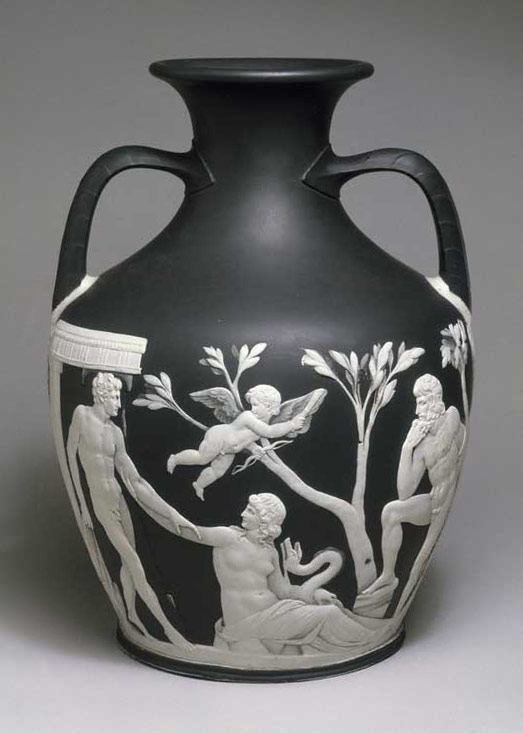
گلدان پورتلند ساخته شده در روم باستان

گُلدان نام ظرفی است که معمولاً در آن گل یا گیاه قرار می‌دهند. ظرفی که گلها را دسته بسته در آن نهند. ظرف سفالین یا چینی و جز آن که در آن گلهای زمینی یا معطر کارند یا گلهای زینتی یا معطر از شاخ بریده نهند.

بعضی از گلدان‌ها کاربرد تزئینی دارند و بر روی آن‌ها طرح‌ها و نقش‌های زیبایی کشیده شده‌است. گلدانها از مواد و جنس‌های مختلفی ساخته می‌شوند که تاریخ و زمان و مکان و فرهنگ و دین نقش عمده ایی در آن دارد، گِل، چوب، برنز، مس، نقره، طلا،شیشه، پلاستیک و سرامیک از جمله موادی هستند که در ساخت گلدان از آن استفاده می‌شود.
گلدان برای جاهای مختلفی همچون، لبهٔ پنجره، آویزان، باغ، محل کار، راهرو و.. ساخته می‌شود.
گلدان یا به عبارتی: جای گل، محل زندگی (رویش) گل یا گیاه می‌باشد
بعضی از گلدانها جهت زیبایی و دکوراسیون چیده و داخل آن نیز با گیاهان زینتی کاشته می‌شود
برخی از گلدان ها هستند که جهت محافظت کاشته می‌شوند و در محل‌هایی کار گذاشته می‌شوند که مانع ورود، دید، و حتی ترافیک شود.
بعضی نیز جهت پرچین یا ایمنی در لبه پله‌ها و بلندی‌ها قرار می‌دهند.

### کاربردهای گلدان در دنیای مدرن
گلدان‌ها از گذشته تا امروز به عنوان یکی از وسایل کاربردی و تزئینی در محیط‌های مختلف مورد استفاده قرار گرفته‌اند. در زیر به برخی از کاربردهای اصلی گلدان اشاره شده است:
1. تزئین فضاهای داخلی و خارجی: گلدان‌ها به‌عنوان یکی از عناصر اصلی در طراحی دکوراسیون داخلی و خارجی، زیبایی و جذابیت خاصی به محیط می‌بخشند.
2. نگهداری و پرورش گیاهان: گلدان‌ها محلی مناسب برای کاشت و نگهداری گیاهان زینتی و سبزیجات هستند و امکان پرورش گیاهان در فضاهای محدود را فراهم می‌کنند.
3. گلدان برای هدیه تبلیغاتی: گلدان‌ها به‌عنوان یک هدیه تبلیغاتی خاص و ماندگار، برای معرفی برندها و ایجاد ارتباط با مشتریان مورد استفاده قرار می‌گیرند.[۲]پلاکیفای
4. جداکننده فضاها در طراحی داخلی: از گلدان‌های بزرگ می‌توان به‌عنوان جداکننده فضاها در محیط‌های کاری یا خانگی استفاده کرد.

## واژه
از نظر زبان فارسی «گلدان» از دو واژه گل + دان تشکیل شده‌است، که یک واژه مشتق است.

## نگارخانه

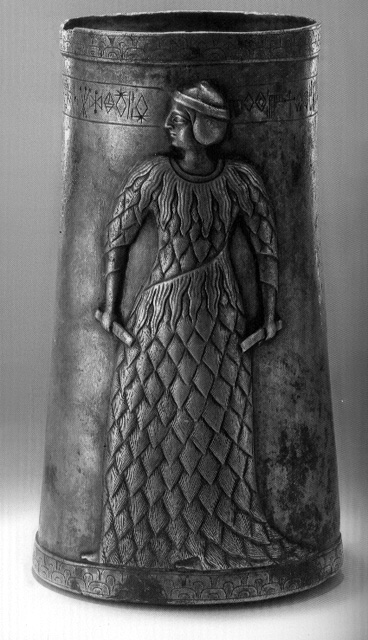
جام نقره‌ای زن ایلامی
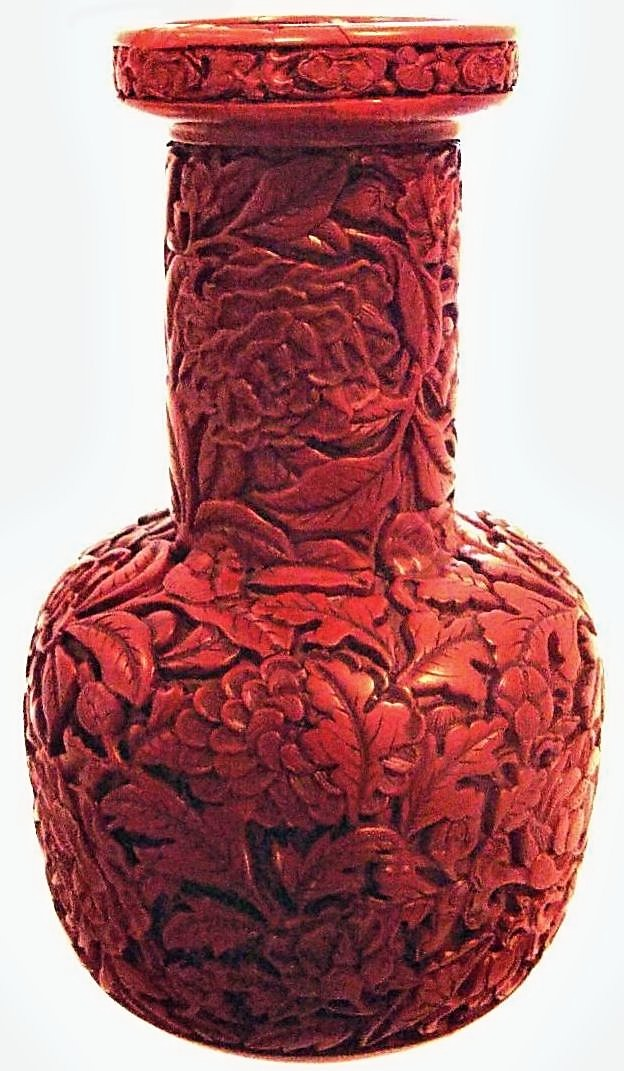
یک گلدان که در دوره سلسله مینگ در قرن پانزدهم میلادی ساخته شده‌است.
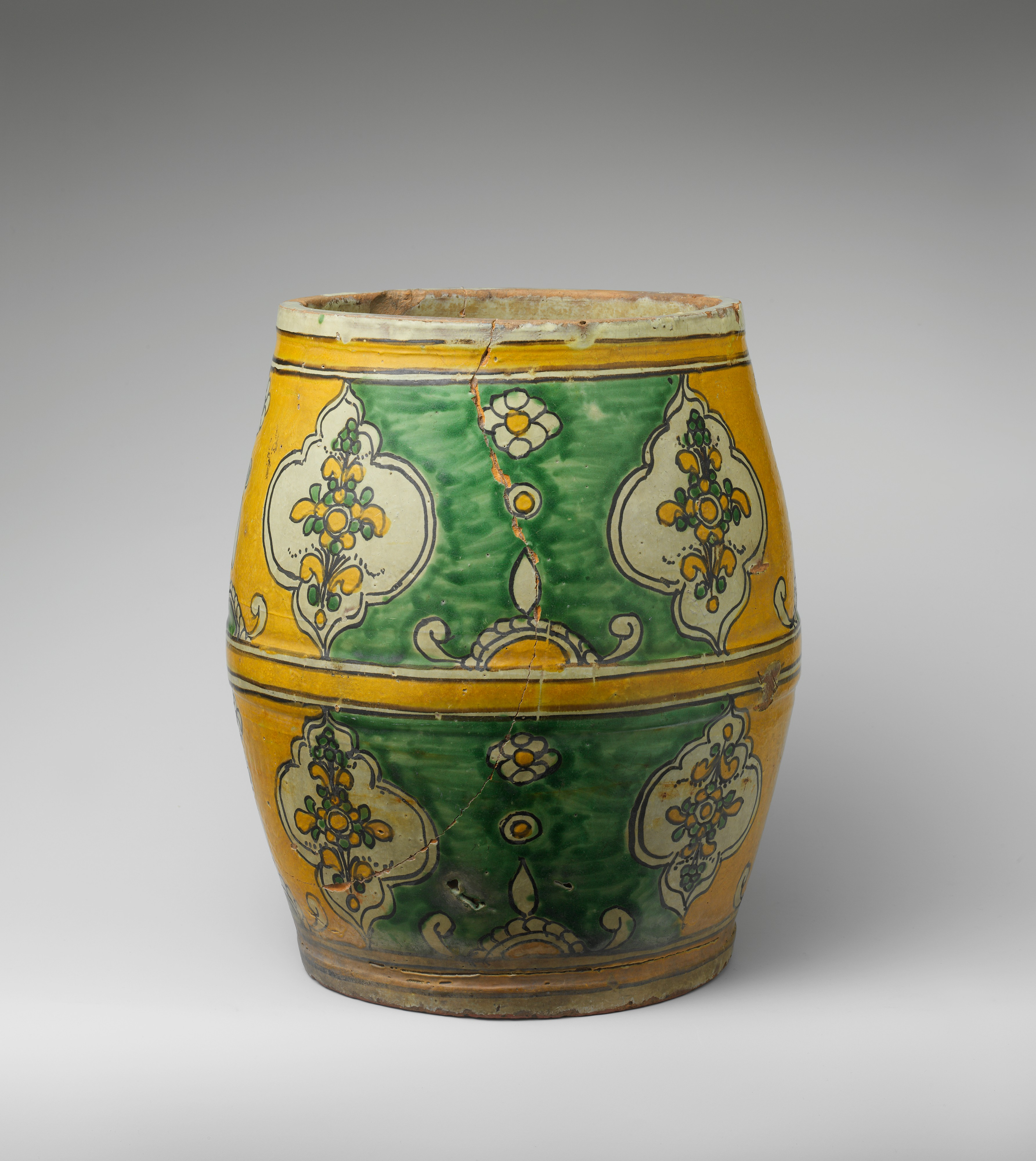
گلدان سفالی